# Star Trek: De Dioses y Hombres
Star Trek: De Dioses y Hombres (DDYH o STDDYH) es una de las tres partes no oficiales de una miniserie Star Trek, que contiene a muchos miembros del elenco de la serie de televisión Star Trek y las películas del mismo nombre. Es descrito por sus productores como «regalo del 40 Aniversario» de los actores de Star Trek a sus fanes. Fue filmada en 2006, pero su lanzamiento se retrasó hasta el 2007-08. No está oficialmente aprobada por los titulares de los derechos de Star Trek, pero ha sido cubierto en la página oficial del sitio web de Star Trek.

## Producción
La serie fue dirigida por Tim Russ, bien conocido por interpretar a Tuvok en Star Trek: Voyager, que había dirigido un episodio de la serie. La serie fue filmada para Star Trek: Phase II (fans) con localizaciones en Port Henry, Nueva York. También se filmaron escenas en el área de Los Angeles, California, incluyendo Rocas Vásquez, un sitio popular para las ubicaciones de Star Trek. Las escenas de la Academia de Ciencias de Vulcano fueron filmadas en el Valle de San Fernando.  El rodaje comenzó 12 de julio de 2006 y terminó en octubre de 2006.
La serie fue producida con un presupuesto de 150 000$. A los actores se les pagó de acuerdo con las directrices SAG, pero otras personas involucradas en la realización de la miniserie ayudaron a producirla con poca o ninguna paga como «un trabajo de amor».

## Vuelta del reparto y el equipo de Star Trek
La mini-serie protagonizada por Nichelle Nichols como Nyota Uhura, Walter Koenig como Pavel Chekov, y Grace Lee Whitney como Janice Rand de la serie original. Alan Ruck también repitió su papel como capitán John Harriman de Star Trek: Generations, y Tim Russ apareció como Tuvok. Otros actores regulares de Star Trek aparecieron en nuevos roles, incluyendo Garrett Wang y Ethan Phillips (quienes representaron respectivamente a Harry Kim y Neelix en Voyager ), J. G. Hertzler , Cirroc Lofton , y de Chase Masterson (Martok, Jake Sisko y Leeta en Star Trek: Espacio profundo nueve), y Gary Graham (Embajador Soval en Star Trek: Enterprise). La serie fue escrita por los escritores Jack Trevino y Ethan H. Calafatee. Douglas Knapp, el director de fotografía, trabajó en la Voyager.
El coescritor Jack Treviño explicó cómo muchos actores de la serie habían estado dispuestos a participar: «actores Trek tienen una relación especial con sus fans ... ya que consideraban el proyecto, no sólo como el último agradecimiento a Gene Roddenberry y a las estrellas originales de Trek, sino como un agradecimiento a los fans que apoyaron la serie en los últimos 40 años». El productor ejecutivo Douglas Conway había tratado de reunir más del elenco original de la serie, pero como George Takei (Hikaru Sulu) no estaba disponible, esto llevó a la idea de incluir al personaje de Ruck como capitán.
Tres actores de Star Trek: New Voyages, James Cawley, Jeff Quinn y Bobby Quin RIce (Kirk, Spock y Peter Kirk), también participaron en este film.

## Reparto
| Actor                | Personaje                                                        |
| -------------------- | ---------------------------------------------------------------- |
| Walter Koenig        | Capitán Pavel Chekov / Kittrick                                  |
| Nichelle Nichols     | Capitán Nyota Uhura                                              |
| Alan Ruck            | Capitán John Harriman                                            |
| Garrett Wang         | Comandante Garan                                                 |
| William Wellman, Jr. | Charlie Evans                                                    |
| J. G. Hertzler       | Koval, un Klingon                                                |
| Tim Russ             | Tuvok                                                            |
| Gary Graham          | Ragnar                                                           |
| Chase Masterson      | Xela, una esclava de Orion                                       |
| Daamen Krall         | Gary Mitchell                                                    |
| Crystal Allen        | Navegante Yara de la Conqueror                                   |
| Ethan Phillips       | Empleado de datos                                                |
| Cirroc Lofton        | Sevar, un vulcaniano                                             |
| Lawrence Montaigne   | Stonn                                                            |
| Grace Lee Whitney    | Janice Rand                                                      |
| James Cawley         | Comandante Kirk (el sobrino de James Kirk, hermano de Peter)     |
| Herbert Jefferson    | Capitán Galt                                                     |
| Jeffrey Quinn        | Timonel de la Conqueror , un romulano                            |
| Bobby Quinn Rice     | Oficial klingon/Oficial romulano de la G.S.S. Conqueror          |
| John Carrigan        | Oficial klingon Kel'mag / Oficial klingon de la G.S.S. Conqueror |
| Jack Donner          | Invitado de la boda                                              |
| Tania Lemani         | Invitado de la boda                                              |
| Celeste Yarnall      | Invitado de la boda                                              |

## Argumento
En 2305, un misterioso hombre (William Wellman, Jr.) aparece en un puesto destartalado exigiendo la ubicación del capitán James T. Kirk, sólo para encontrar a un aterrorizado empleado (Ethan Phillips) que fue dado por muerto salvar el Enterprise-B doce años antes (en la apertura de Star Trek Generations). Enojado, declara que «no se hizo esperar cuarenta años para ser engañado», y sobrecarga los sistemas del puesto avanzado, destruyéndolo.
Mientras tanto, la capitán Nyota Uhura (Nichelle Nichols) asiste a la inauguración de una nueva USS Enterprise (NCC-1701-M), una réplica de la original 1701 Está diseñado como nave museo y es un homenaje a todos aquellos que sirvieron en el Enterprise original , sobre todo con el sacrificio del capitán Kirk, y es mandada por el sobrino de Kirk (James Cawley). Uhura se reúne con los capitanes Pavel Chekov (Walter Koenig), jefe de la Flota de Seguridad, y John Harriman (Alan Ruck), capitán de la Eterprise-B, discutiendo los viejos tiempos y los acontecimientos actuales, incluido el retraso de la promoción de Chekov al Almirantazgo. Mientras se preparan para ponerse en marcha, reciben una llamada de socorro de M-622, el planeta que alberga al Guardián de la Eternidad. A pesar de que la nave es un museo, la Enterprise-M es la más cercana en ubicación, y se pone en marcha; a su llegada, Uhura, Chekov y Harriman llegan a la superficie. Allí se encuentran con el misterioso hombre del puesto de avanzada, quien revela que es Charlie Evans , el cual había demostrado en su adolescencia inmensos, pero incontrolados poderes mentales durante las primeras misiones de Kirk en la Enterprise. Encarcelado durante cuatro décadas, Charlie está amargado por la decisión de Kirk de entregarlo a los Thasianos, y el hecho de que Kirk se perdió en el Nexus doce años antes, antes de que Evans podría enfrentarse a él. Así que decide utilizar el Guardián para alterar la línea de tiempo y borrar a Kirk de la historia, por haber matado a su madre antes de su nacimiento.
Evans tiene éxito y la línea de tiempo se altera sin medida. La galaxia se rige por la Orden Galáctica, un estado militarista similar al Imperio Terrano del universo espejo, pero que también incluye a klingons, romulanos, y gentes de Orión en sus filas. Está gobernado por un ser misterioso conocido sólo como "Kira Prime", y utiliza naves de la época de la serie original, pero con armamento actualizado. Harriman es un asesino en masa brutal en esta línea de tiempo, al mando de la GSS Conquistador (GOC-1701), análogo de esta línea de tiempo con el Enterprise. El Conquistador persigue una nave rebelde y la desactiva, la captura de la tripulación - revelado como Chekov (bajo el nombre de guerra "Kittrick") y su compañero que cambia de forma Ragnar ( Gary Graham ), que lideran un movimiento de luchadores por la libertad contra la Orden Galáctica . Harriman ordena que ellos sean llevados al calabozo, y establece un curso para Vulcanp , que ha declarado la neutralidad. En Vulcano, Uhura está casada con Stonn ( Lawrence Montaigne ) y tiene varios hijos; al enterarse de la llegada de la Conqueror, los vulcanos comienzan a evacuar el planeta. Harriman convoca Kittrick al puente para presenciar la destrucción inminente de Vulcano por no apoyar la Orden, y da rienda suelta a un "dispositivo de Omega" que destruye el planeta entero.
Mientras que muchos de los que huyen de lanzaderas de Vulcano logran escapar, Uhura y su amigo Tuvok ( Tim Russ ) son capturados por el Conquistador y puestos en el calabozo con Kittrick y Ragnar. A través de una fusión con Tuvok herido de muerte-, Uhura recupera parte de sus recuerdos de la vieja línea de tiempo, y convence Kittrick (de quién sabe su nombre original) y Ragnar para ayudarlos a escapar y secuestrar la nave, llevándola de nuevo a M- 622 para usar el Guardian y restaurar la línea de tiempo. Harriman también se necesita vivo, como él era parte del equipo de aterrizaje cuando se modificó la línea de tiempo, pero Kittrick explica que Harriman asesinó a su familia y destruyó su casa, y que "Pavel Chekov" murió ese día. Independientemente, Harriman es tomado prisionero y se transporta a la superficie con Kittrick y Uhura, donde se encuentran una vez más arrepentido Charlie Evans. Al darse cuenta del error en la eliminación de Kirk de la línea de tiempo, Evans restaura las tres memorias a su línea de tiempo real, mientras se mantiene el recuerdo de la línea de tiempo alterado también. Evans en un principio se niega a ayudar a restaurar la línea de tiempo, por temor a las consecuencias; justo en ese momento, los tres son transportados de nuevo a la nave, donde Koval ( JG Hertzler ), el el primer oficial klingon de la Conquistador, ordena a sus ejecuciones, creyendo que Harriman se ha convertido en un traidor. Como el Comandante Garan ( Garrett Wang ) y sus agentes de seguridad se van de la sala de conferencias, Curate Prime (Daamen Krall) tiene algunas "últimas palabras" con Kittrick antes de su ejecución inminente, antes de ordenada por Garan al irse al puente. A medida que los agentes de seguridad levantan sus armas, uno de ellos dispara a su camarada, revelándose como Ragnar, que se escondió entre la tripulación.
Uhura reconoce a Curate Prime como Gary Mitchell , un amigo de James T. Kirk, al que se le había concedido el poder mental formidable después de pasar a través de la barrera galáctica cuarenta años antes. Increíblemente creyéndose un dios viviente, Mitchell fue derrotado por Kirk en la verdadera línea de tiempo; en la línea de tiempo alterado, como Kirk no está allí para detenerlo, Mitchell fue capaz de matar al capitán del Enterprise - en este caso, Christopher Pike - y tomar el control de la Federación Unida de Planetas , y la refunda como la Orden Galáctica. A medida que se escapan hacia la nave, una flota de los aliados de Kittrick, dirigida por el capitán Galt ( Herbert Jefferson Jr. ) de la nave Libertad , se acopla con el Conquistador , con Curate Prime líder de una flota propia para destruir a Kittrick y su rebelión. Mientras Chekov y Harriman toman el control del Conquistador , Uhura es transportada a la superficie. Mitchell la sigue, creyendo que ella sea de Chekov / Kittrick, y la tortura, exigiendo su ubicación. Charlie Evans interviene para protegerla, usando sus poderes de Tasos concedida a combatir la divina Mitchell. Golpeado, Mitchell transporta Janice Rand ( Grace Lee Whitney ) - la primera mujer Evans que había conocido, cuando fue llevado a bordo del Enterprise - para distraerlo, dejando que fuera un último estallido de energía antes de escapar a su buque insignia. Enojado y debilitado, Mitchell ordena el fusilamiento de dispositivo de Omega de su barco, que va a destruir tanto el capturado Conquistador y el planeta.
En la superficie, Uhura convence Evans para arreglar las cosas, mientras que en órbita, el Conquistador está muy dañado ya punto de ser destruido por una brecha en el núcleo warp. Harriman establece la nave en rumbo de colisión, pero el control del timón falla y el Conquistador comienza a desviarse de su curso; Chekov separa el plato, lo que permitiría a la explosión núcleo warp a la RAM en el buque insignia de Mitchell. Tender la mano para tratar de desviarlo, Mitchell descubre sus poderes han desaparecido, y como el Conquistador ' sección de ingeniería explota s, la onda de choque de enviar el platillo a la derecha en el buque insignia, Mitchell grita el nombre de Kittrick como se destruye su nave. En el mismo momento, Evans pasa por el Guardian y vuelve al punto donde visitó el puesto de avanzada y exigió saber dónde estaba Kirk. Esperando Evans esta vez, en lugar del secretario de datos, era su yo futuro, que le dispara con un phaser. La línea de tiempo vuelve a la normalidad, y el grupo de descenso vuelve a la nave del museo.
Un año más tarde, Uhura - motivado por sus recuerdos de la línea temporal alternativa - se casa Stonn en Vulcano. Chekov está por fin ascendido a almirante, mientras Harriman anuncia su intención de postularse para el Consejo de la Federación. Entre los invitados a la boda es Janice Rand, quien presenta Chekov con un regalo para su promoción - un tribble , que Rand asegura le ha sido castrado. Uhura tuesta los últimos cuarenta años de aventura, mientras que los brindis Chekov a los próximos cuarenta, remarcando que Spock siempre dijo que había posibilidades.

## Fechas de Estreno
Los comunicados de prensa en julio y octubre de 2006 prevé un comunicado de la Navidad de 2006. El 6 de enero de 2007, se anunció que OGAM se retrasaría hasta abril. Esto era para permitir que las tres partes de la miniserie que se liberen más juntos, con la segunda parte después en mayo, y la tercera en junio.
El 15 de abril de 2007, la fecha de lanzamiento prevista de OGAM Parte 1, se anunció en el sitio web oficial de que la liberación de las películas se había retrasado una vez más. El 31 de octubre de 2007, se anunció en el sitio web oficial de que la primera parte sería puesto en libertad el 22 de diciembre de 2007. El 20 de febrero de 2008, se anunció en el sitio web oficial de que la segunda parte sería puesto en libertad el 15 de marzo de 2008. El 22 de mayo de 2008 se anunció en el sitio web oficial de que la tercera parte sería puesto en libertad el 15 de junio de 2008.
En una entrevista en mayo de 2007 con Houston Chronicle blogger Kevin J. Tumlinson, director Tim Russ dijo que los productores intentaban distribuir el proyecto a través de actual dueño de la franquicia Star Trek CBS , y si tiene éxito vendían la producción, ya sea como una descarga o un DVD. Los productores aclarados en el foro oficial que, si bien "planes para lanzar OG & M como una descarga gratuita permanecen en su lugar", la concesión de licencias por CBS sería necesario para cualquiera de las versiones a la venta, como los DVD.
En noviembre de 2008, Renegade Studios comenzó a dar DVDs gratis de la película como regalos de agradecimiento a sus clientes en línea. A diciembre de 2009, se ofrecía una nueva edición del DVD con el pop-up comentario trivia.

## Recepción
La película ganó el premio a la Mejor Producción Web 2008 de SyFy Portal.

## Secuela Planeada
A partir de noviembre de 2012 , los planes para Star Trek: Los Renegados , una serie dirigida por Russ y con muchos otros del equipo STOGAM, está buscando patrocinadores en Kickstarter . La primera historia se ofrecería a la CBS como piloto para una nueva serie; en su defecto, el equipo de producción buscaría para liberarlo en una base sin fines de lucro.